# (21262) Kanba
Pour les articles homonymes, voir Kanba.
(21262) Kanba est un astéroïde de la ceinture principale.

## Description
(21262) Kanba est un astéroïde de la ceinture principale. Il fut découvert le 24 avril 1996 à Yatsuka (en) par Robert H. McNaught et Hiroshi Abe. Il présente une orbite caractérisée par un demi-grand axe de 3,14 UA, une excentricité de 0,24 et une inclinaison de 8,4° par rapport à l'écliptique.

## Compléments